# Edition Peters

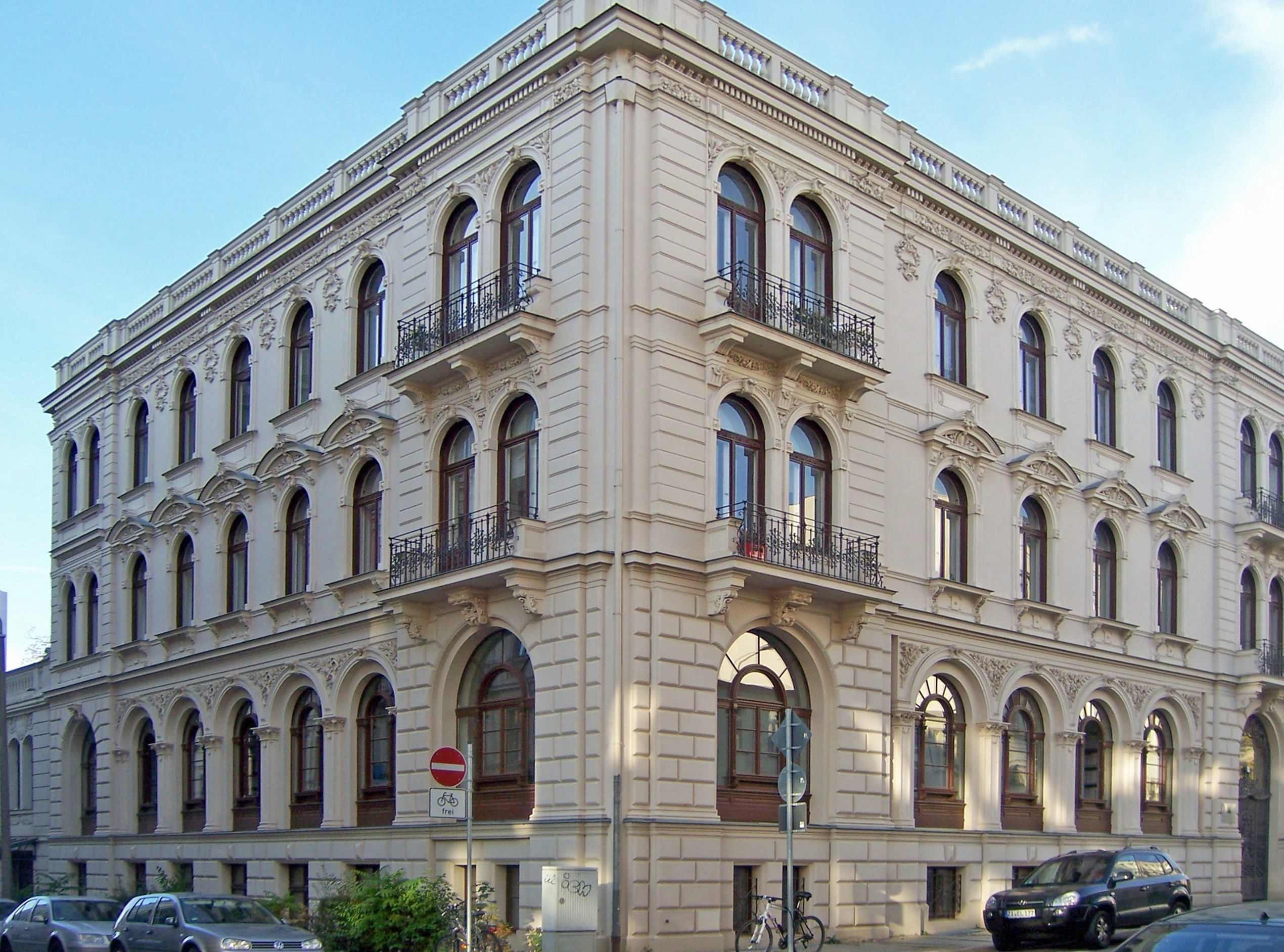
Дом в Лейпциге, где располагалось издательство Петерс

Edition Peters — международное (первоначально немецкое) музыкальное издательство.
Основано 1 декабря 1800 года в Лейпциге композитором Францем Антоном Хофмайстером и органистом Амброзиусом Кюнелем под названием Hoffmeister & Kühnel, Bureau de Musique, за первые годы работы выпустило, среди прочего, собрание клавирных и органных сочинений Баха (подготовленное И. Н. Форкелем), собрание квартетов Й. Гайдна, квартетов и квинтетов В. А. Моцарта, фортепианные и камерные сочинения Л. Бетховена, Луи Шпора и др. После отхода Хофмайстера от дел в 1805 году и смерти Кюнеля в 1813 году было приобретено лейпцигским книготорговцем Карлом Фридрихом Петерсом и получило его имя.
После смерти Петерса издательство унаследовала его десятилетняя дочь, и опекун последней продал дело. В 1828—1855 гг. владельцем издательства был Карл Готгельф Зигмунд Бёме, привлёкший к редактированию наиболее важных изданий (прежде всего, баховской серии) Карла Черни. Затем издательство поступило под контроль Лейпцигского городского совета, который в 1860 году передал фирму в управление печатника Юлиуса Фридлендера. С 1863 г. его компаньоном стал предприниматель Макс Абрахам (с 1880 г. единоличный владелец), под управлением которого ассортимент продукции издательства претерпел значительное расширение. От Абрахама фирма перешла к его племяннику Генри Хинрихсену, добавившему к линейке популярных и недорогих изданий широкую программу уртекстовых публикаций. Сыновья Хинрихсена Макс (1901—1965) и Вальтер (1907—1969) основали в 1930-е гг. отделения издательства в Лондоне и Нью-Йорке.
В 1939 г. нацистский режим конфисковал издательство у Хинрихсена ввиду его еврейского происхождения, сам Хинрихсен погиб в Освенциме. Издательство, однако, продолжило работу в Лейпциге под руководством музыковеда Иоганнеса Петшуля вплоть до 1948 г., когда было национализировано администрацией Германской Демократической Республики. В годы существования ГДР лейпцигское издательство продолжало свою работу, специализируясь также на уртекстах и на изданиях композиторов Восточной Европы. Одновременно работали C. F. Peters Corporation Вальтера Хинрихсена в Нью-Йорке и Edition Peters Макса Хинрихсена в Лондоне, а с 1950 г. ещё и учреждённое обоими братьями при участии Иоганнеса Петшуля издательство во Франкфурте-на-Майне, поглотившее затем несколько других значительных немецких музыкальных издательств. После объединения Германии в 1990 году лейпцигское предприятие перешло под контроль франкфуртского.